# 哈里·S·杜鲁门大楼
哈里·S·杜鲁门大楼（Harry S. Truman Building）位于美国首都华盛顿特区雾谷，是美国国务院总部和美国国务卿办公室所在地，以美国总统哈里·S·杜鲁门命名。

## 周边
杜鲁门大楼南边是C大街，北部是D大街、E大街和弗吉尼亚大道，东边是第21大街，西边是第23大街，其周边建筑有：
- 美国国家科学院
- 美国国家广场